# Thraulus bishopi
Thraulus bishopi is een haft uit de familie Leptophlebiidae. De wetenschappelijke naam van de soort is voor het eerst geldig gepubliceerd in 1972 door Peters & Tsui.
De soort komt voor in het Oriëntaals gebied.